# モンスターエンジン
モンスターエンジンは、吉本興業所属のお笑いコンビ。2007年4月結成。M-1グランプリ2008・2009、キングオブコント2009・2011、THE SECOND2025 ファイナリスト。

## メンバー
西森 洋一（にしもり よういち、1979年1月21日 - ）（46歳）
ボケ・ネタ作り担当、立ち位置は向かって左。
大阪府東大阪市出身。身長173cm、体重60kg。血液型O型。妹がいる。
NSC大阪校23期出身で、「にのうらご」以前は同期のおいでやす小田とコンビ「蛇腹」を組んでいた。
1年先輩の武智（スーパーマラドーナ）が率いる武智軍団へ属している。
実家は精密機械部品を扱う工場を経営している。西森が小学5年時、実父が脱サラして工場を始めた。主な製品はリテーナープレート。フォークリフトやトラックなど様々な車の運転ができる。
実家の家業から「鉄工所ラップ」「鉄工所あるある」を得意とし、「ものすごくちょっとだけ遅刻してきた人」「日本語が分からないインド人が面接に来た時」「弁当を食べている途中にハエが飛んできた時」「作業中の中国人が話しかけられた時」「職人の早い判断」といったネタがある。
小学6年時、実家の工場を継がない旨を父に告げて大阪府立西野田工業高等学校デザイン科へ進学するも、結局実家と同じような鉄工所に就職した。ある日、大きな鉄板をサンダーという機器を用いて黙々と削っている時に突然嫌気が差したのをきっかけとして、お笑いの道へ進む。高校時代は帰宅部で、深夜のお笑い番組をよく見ていて帰宅してすぐ眠っていた。
ゴルフが趣味。
2008年、ダイナマイト関西決勝進出。
車やバイクが好き。2012年12月15日発売の『ドリフト天国Video』Vol.73にてドリフトの練習をした。トヨタ・スプリンタートレノを所有しているとのこと。
2011年6月21日、5年越しの交際の末に入籍した。
2018年以降は文筆業にも取り組んでいる。同年11月28日に初のエッセイ集『声を出して笑っていただきたい本』を発売した際は、小説家の西加奈子が本の帯に「西森さんがどうしてあんなに面白いのか。この本を読んでその理由が分かりました」と推薦文を書くなど高評価を得ている。
2019年10月31日に「腹腔内膿瘍」のため入院、同年11月11日に自身のTwitterで退院を報告した。
愛煙家で、禁煙を考えたことは一度も無いと述べている。近年はたばこを吸える場所が少ないという理由から「吸える喫茶店リスト」を作っている。なお紙巻きたばこ派で、加熱式たばこには批判的。
2022年度後期連続テレビ小説『舞いあがれ!』（NHK総合）にて、大洋製鋼の堤役として出演した。

大林 健二（おおばやし けんじ、1983年4月6日 - ）（42歳）
ツッコミ担当、立ち位置は向かって右。
大阪府大阪市城東区出身、大阪市立都島工業高等学校卒業。身長171cm、体重65kg。血液型A型。
「にのうらご」以前は「みかんとんがらし」というコンビを組んでいた。
笑福亭仁鶴がギターの弾き語りでMr.Children「しるし」や大塚愛「さくらんぼ」、THE虎舞竜「ロード」を歌ったら…という持ちネタがある。
実父は運送会社のドライバー。姉と妹がいる。
好きなアーティストはビートルズ。また、「DJけんじ」名義でDJ活動もしている。
コントなどで田村正和演じる古畑任三郎のモノマネをやることがあり、本人曰くイチオシでもある。
脚が短く、高校生時は身長168cmで座高が102cmあった。
2009年吉本男前ランキング9位。また、baseよしもとの観客に聞いた抱かれたいよしもと芸人1位。
埼玉西武ライオンズのファン。
2013年8月、結婚。翌年2月に第一子が誕生。
2018年12月28日に自身のInstagramを更新、同月1日に顔面神経麻痺を患った旨を報告（本人曰く報告時点で順調に回復しているとのこと）。

## 略歴
- トリオ「にのうらご」として、2007年4月まで西森の同期である荒牧周平と共に3人で活動していたが、荒牧の脱退により現在のコンビを結成。にのうらごとしての最後の仕事であった自身がパーソナリティーを務めるラジオ番組を終え、その2時間後にはモンスターエンジンとして舞台に立っていた[1]。現在のコンビ名は武智が名付けたのが由来。
- 2008年3月22日放送『お笑いメリーゴーランド』（TBS）において、西森がギャグの最高得点を叩き出した。
- 2008年4月に後述のコント「神々の遊び」を『あらびき団』で披露して一躍脚光を浴びる（後述）。その後、2010年に放送開始された『ピカルの定理』のレギュラーメンバーに選抜されるなど、この頃から露出が増えていった[16]。
- 『M-1グランプリ2008』において、コンビ結成2年目にして初の決勝戦進出を果たす。
- 2009年1月13日放送『鉄筋base』（関西テレビ）にて、新年の目標として「もう脱がない」（西森）「僕も」（大林）とそれぞれ小さい掛け軸に直筆で書いて掲げた。その宣言通り、2009年からヒーローというネタを演じている。
- baseよしもと→5upよしもとに出演していたが、2012年内で卒業[17]。
- 『ピカルの定理』終了後は同番組にレギュラー出演していた芸人たちと比べると露出が減ってきており、お互いピンでの活動に勤しむ機会も多くなっている。西森は日記の朗読ライブ（これが後に上記の書籍出版へと繋がる）や実家の鉄工所を活用して「鉄のアート作品」の制作活動、大林は先輩の毛利大亮（ギャロップ）らと共にクラブDJを務めるなど様々なイベントに出演している。ただし、決してコンビでの活動がきっぱり無くなったという訳ではなく、『M-1グランプリ』には結成当初からラストイヤーの2022年大会まで毎年[18]、『キングオブコント』には2008年の第1回大会から2023年大会までほぼ毎年欠かさず出場したほか、2023年からは『THE SECOND 〜漫才トーナメント〜』にも出場しており、2025年大会ではグランプリファイナルへの進出を果たした。賞レースでの本選進出は2013年の『NHK上方漫才コンテスト』以来、実に12年ぶりである。また、2018年時点では改めて漫才師として再評価されるため多い時には1日に7回も舞台に立つほど、精力的に芸を磨いている[16]。

## 主なネタ

### 神々の遊び
2人とも上半身裸、黒スパッツ姿になって「暇を持て余した神々」を演じるコント。神々の名前は西森が「メンフィス」、大林が「メンフェンティス」。人間になりすましたメンフィスに対しメンフェンティスが力を与えたり罰を与えたりするが、最後はメンフィスが「私だ」と正体をバラし、メンフェンティスが「お前だったのか」と驚愕するという内容がほとんど。2010年の『オールザッツ漫才』「CM前のやり逃げコーナー」では後輩の岩橋良昌（プラス・マイナス）とのコラボで「神々の遊び」を披露した。
まさしくコンビの知名度が飛躍的に上昇するきっかけとなったネタだが、メンバーは後年になってこのネタに対し「自分らの1000分の1の割合でしかやってないものが一番有名になってしまって…（西森）」「漫才の方が昔から俄然多かったんで…。『一回劇場来てや』って感じですけどね（大林）」と、コンビにとって本ネタではないものでのブレイクに対して不本意だと感じていた。
2019年8月17日放送『ENGEIグランドスラム』（フジテレビ）内で行われた、一世を風靡したお笑いキャラを集め視聴者投票で最も蘇らせたいキャラを決める「蘇りお化け屋敷」というコーナーにこのキャラで出演、結果は第1位に選ばれ久々にゴールデンタイムのネタ番組で本格的に披露した。

### ゴッドハンド洋一
実家の祖父の家で見つけた腕輪を嵌めたために左手が異形となってしまった男子高校生・西森の日常を描いたコント。建前上はこの左手の力を発揮して悪い奴らと戦うというストーリー仕立てになってはいるが、実際のところは左手のせいで日常生活に支障が出て大林を含めた周囲から疎まれてしまうというネタ。オチはヒーローアニメの次回予告風だが、そのほとんどが視聴者を脅迫してシメている。

### ミスターメタリック
『キングオブコント2011』決勝戦のファーストステージで披露したコント。内容はある人物がYouTubeを観ていると「ミスターメタリック登場シーン」という動画を見つけ、それを視聴していくもの。動画内においてはスーパー戦隊シリーズに出てきそうなレッド役が様々なピンチへ陥った際、毎回絶妙なタイミングで謎のキャラクター・ミスターメタリックが助けに駆け付ける場面のみを切り取った編集が施されているという設定。
このネタは同業者からの評価も高く、『キングオブコント2018』の事前番組である『キングオブコント決勝直前SP!漫才師が選ぶ“面白すぎて嫉妬した”コント名作選』（2018年9月19日放送）にて橋本直（銀シャリ）が「嫉妬したコント」として紹介した。また、この放送直後にレイザーラモンRG（レイザーラモン）も自身のTwitter内でミスターメタリックとの共演を希望する内容のツイートを投稿、その結果同年11月29日に東京・ルミネtheよしもとにて2組の合同ライブ『RGが90分あるある歌い続ける会を見守るのは...ミスターメタリック!』が開催される運びとなった。

## 賞レース成績・受賞歴など

### Mｰ1グランプリ
| 年     | 結果         | エントリーNo. | 決勝戦キャッチコピー | 備考                     |
| ------ | ------------ | ------------- | -------------------- | ------------------------ |
| 2007年 | 準決勝敗退   | 1577          |                      |                          |
| 2008年 | 決勝7位      | 4485          | 変幻自在の高性能漫才 |                          |
| 2009年 | 決勝7位      | 4624          | ネタの精密機械       |                          |
| 2010年 | 準決勝敗退   | 4825          |                      | 予選11位                 |
| 2015年 | 準決勝敗退   | 1173          |                      | 予選28位、敗者復活戦12位 |
| 2016年 | 準々決勝敗退 | 1841          |                      |                          |
| 2017年 | 準々決勝敗退 | 1825          |                      |                          |
| 2018年 | 準々決勝敗退 | 157           |                      |                          |
| 2019年 | 準々決勝敗退 | 54            |                      |                          |
| 2020年 | 2回戦敗退    | 3480          |                      | 特例シード               |
| 2021年 | 準々決勝敗退 | 2993          |                      |                          |
| 2022年 | 準々決勝敗退 | 778           |                      | ラストイヤー             |

### キングオブコント
| 年     | 結果         | 決勝戦キャッチコピー     | 備考                               |
| ------ | ------------ | ------------------------ | ---------------------------------- |
| 2008年 | 準決勝敗退   |                          |                                    |
| 2009年 | 決勝5位      | お笑い怪物フルスロットル |                                    |
| 2010年 | 準決勝敗退   |                          |                                    |
| 2011年 | 決勝3位      | お笑い怪物フルスロットル |                                    |
| 2012年 | 準決勝敗退   |                          |                                    |
| 2013年 | 準決勝敗退   |                          |                                    |
| 2014年 | 準決勝敗退   |                          |                                    |
| 2015年 | 準決勝敗退   |                          |                                    |
| 2016年 | 準決勝敗退   |                          |                                    |
| 2017年 | 準決勝敗退   |                          | この回より無条件で1回戦・2回戦免除 |
| 2018年 | 準々決勝敗退 |                          |                                    |
| 2019年 | 準々決勝敗退 |                          |                                    |
| 2020年 | 不参加       |                          |                                    |
| 2021年 | 準々決勝敗退 |                          |                                    |
| 2022年 | 準々決勝敗退 |                          |                                    |
| 2023年 | 準々決勝敗退 |                          |                                    |
| 2024年 | 不参加       |                          |                                    |
| 2025年 | 準決勝進出   |                          |                                    |

### THE SECOND 〜漫才トーナメント〜
| 年     | 結果                                |
| ------ | ----------------------------------- |
| 2023年 | 開幕戦ノックアウトステージ32→16敗退 |
| 2024年 | ノックアウトステージ16→8敗退        |
| 2025年 | グランプリファイナル ベスト8        |

### その他
- 2007年 第28回今宮子供えびすマンザイ新人コンクール 新人漫才奨励賞
- 2008年 第29回ABCお笑い新人グランプリ 新人賞
- 2008年 第38回NHK上方漫才コンテスト 優秀賞
- 2009年 第30回ABCお笑い新人グランプリ 優秀新人賞
- 2010年 第31回ABCお笑い新人グランプリ 最優秀新人賞
- 2010年 第40回NHK上方漫才コンテスト 優秀賞
- 2012年 第1回ytv漫才新人賞 優勝
- 2012年 日清食品 THE MANZAI 2012 本戦サーキット敗退
- 2013年 日清食品 THE MANZAI 2013 本戦サーキット敗退

## 出演

### テレビ

#### 現在のレギュラー番組
- バキバキ☆ビート!Ⅱ（サンテレビ、2017年10月 - ） - 大林のみ

#### 過去のレギュラー番組
- 鉄筋base（関西テレビ、2008年4月 - 2009年3月）
- 炎上base（関西テレビ、2009年4月 - 2010年3月）
- 全快はつらつコメディ お笑いドクター24時!!（朝日放送、2010年4月 - 2011年4月）
- レッドカーダ!（テレビ大阪、2010年9月 - 2011年3月）11月14日までレギュラー、それ以降は不定期出演
- ピカルの定理（フジテレビ、2010年10月 - 2013年9月）2011年4月から5月までは西森のみ
- 20マウス（TBS、2011年4月 - 9月）
- わっしょい!5up（朝日放送、2011年5月 - 2012年3月）
- サタデー・ナイト・ライブ JPN（フジテレビ、2011年6月 - 12月）
- よしもと情熱コメディ〜TVのウラ側で大騒ぎ!モンスターAD奮闘記〜（読売テレビ、2011年12月・2012年7月 - 2013年3月）
- あしたモテ期にな〜れ! てるてるモテるちゃん（読売テレビ、2012年1月）
- ノリで行こう!!（テレビ大阪、2012年10月 - 2014年9月）
- 大阪発しゃべるランチタイム なにしよ!?（テレビ大阪、2013年7月 - 2014年3月）火曜・レギュラー
- 屋上エンタメ　目指せてっぺん（テレビ大阪、2014年7月 - 12月）
- バキバキ☆ビート!（サンテレビ、2015年10月 - 2017年3月） - 大林のみ
- 雨上がりの「Aさんの話」〜事情通に聞きました！〜（朝日放送テレビ、2016年1月 - 2019年3月） - 準レギュラー
- かまちょ（毎日放送、2019年4月 - 2020年3月） - 6組の芸人が交替でリポーターを担当。火 - 木出演
- 快傑えみちゃんねる（関西テレビ） - 不定期出演
- ウチのガヤがすみません!（日本テレビ）- 西森のみ不定期出演

### ラジオ

#### 現在のレギュラー番組
- 赤maru（FM OH!、2019年10月 - ） - 火曜担当
- 岩本・西森の金曜日のパパたち（朝日放送ラジオ、2021年4月2日 - ）西森のみ

#### 過去のレギュラー番組
- オンスト（YES-FM）木曜日
- よしもとオンライン大阪 よしもと○○同好会（MBSラジオ）木曜日
- モンスターエンジンのバリバリラジオ（朝日放送ラジオ）土曜日
- NMB48学園（朝日放送ラジオ、2012年4月7日 - 2019年3月30日）- 土曜日
- 喜多・西森のゆかいな金曜日!（朝日放送ラジオ、2019年4月5日 - 2020年10月2日）西森のみ[23]
- 柴田・西森のぼちぼち金曜日（朝日放送ラジオ、2020年10月9日 - 2021年3月26日）西森のみ
- 上沼恵美子のこころ晴天（朝日放送ラジオ、2020年10月27日 - 2024年7月29日）西森のみ

#### その他の出演
- ゴーJ!（MBSラジオ、2008年9月5日・11月28日）

### ネット配信番組

#### 現在の出演番組
- よしもとRoomer's Award（SHOWROOM、2018年 - ） - 月1

### テレビドラマ
- ラスト♡シンデレラ 第5話（2013年5月9日、フジテレビ）※大林のみ、遠山 聡 役
- おカネの切れ目が恋のはじまり 第1話（2020年9月15日、TBS）※西森のみ、板垣の父 役
- 連続テレビ小説 舞いあがれ! 第102回（NHK、2023年2月27日）※西森のみ、堤 役

### ネットドラマ
- 恋の切れ目がおカネのはじまり? 第1話（Paravi、 2020年9月15日）※西森のみ、板垣の父 役

### CM
- エイチ・アイ・エス  初夢フェア （2010年）

### Web
- モンスターエンジン（2010年7月22日、モッテコ書店）
- モノボケBATTLE（2010年、エイチ・アイ・エス関西）

### CD
- 「あらびき団フェス 歌ネタをCDにしちゃいました Vol.1」（2009年10月21日、よしもとアール・アンド・シー） - ※西森の持ちネタである「鉄工所ラップ」が5曲[注 3]収録されている。またDisc2のDVDには「鉄工所ラップ5 ~輪廻~」のビデオクリップも収録されている。
- 5Uppers「それぞれのストーリー」（2012年3月14日、よしもとアール・アンド・シー） - ※大林のみ

### 書籍
- 声を出して笑っていただきたい本（2018年11月28日、ワニブックス）ISBN 978-4847097386 - ※西森単著。
- 超人間観察（2019年10月30日、ワニブックス）ISBN 978-4847098420 - ※西森単著。

## 単独ライブ
- 2008年
  - 2月23日 - 「エンジン全開」（baseよしもと/大阪）
  - 7月19日 - 「車の窓全開」（baseよしもと/大阪）
  - 10月19日 - 「エンジン全開〜暇を持て余した神々の舞台〜」（ラフォーレミュージアム原宿/東京）
  - 10月19日 - 「エンジン全開〜暇を持て余した神々の舞台〜」（ASUNAL HALL/名古屋）
  - 11月9日 - 「エンジン全開〜暇を持て余した神々の舞台〜」（あじびホール/福岡）
- 2009年
  - 5月27日 - 「モンスターエンジン単独ライブ」（京橋花月/大阪）
  - 6月13日 - 「モンスターエンジン単独ライブ」（ルミネtheよしもと/東京）
  - 9月6日 - 「モンスターエンジン単独ライブ」（なんばグランド花月/大阪）
- 2010年
  - 4月9日 - 「大阪でやった前の単独を東京で!」（ルミネtheよしもと/東京）
  - 8月27日 - 「サマーエンジン」（なんばグランド花月/大阪）
- 2011年
  - 8月24日 - 「モンスターエンジン1H単独、漫才とコント」（5upよしもと/大阪）
- 2012年
  - 7月8日 - 「モンスターエンジン SOLO LIVE TOUR 2012」（5upよしもと/大阪）
  - 7月16日 - 「モンスターエンジン SOLO LIVE TOUR 2012」（東別院ホール/名古屋）
  - 7月22日 - 「モンスターエンジン SOLO LIVE TOUR 2012」（イムズホール/福岡）
  - 7月31日 - 「モンスターエンジン SOLO LIVE TOUR 2012」（仙台Rensa/仙台）
  - 8月5日 - 「モンスターエンジン SOLO LIVE TOUR 2012」（ルミネtheよしもと/東京）
- 2013年
  - 7月14日 - 「モンスターエンジン SOLO LIVE 2013」（ルミネtheよしもと/東京）
  - 7月29日 - 「モンスターエンジン SOLO LIVE 2013」（なんばグランド花月/大阪）
- 2014年
  - 5月2日 - 「モンスターエンジンネタ公演2014」（なんばグランド花月/大阪）
- 2015年
  - 3月22日 - 「モンスターエンジン1H漫才ライブ」（道頓堀ZAZA HOUSE/大阪）
  - 9月7日 - 「モンスターエンジン1hライブ」（道頓堀ZAZA HOUSE/大阪）
  - 10月25日 - 「モンスターエンジン1hライブ」（道頓堀ZAZA HOUSE/大阪）
- 2016年
  - 3月19日 - 「モンスターエンジン1hライブ」（道頓堀ZAZA HOUSE/大阪）
  - 5月21日 - 「モンスターエンジン1hライブ」（道頓堀ZAZA HOUSE/大阪）
  - 7月24日 - 「ベストコントコレクション〜新ネタもやります。〜」（大丸心斎橋劇場/大阪）
- 2017年
  - 8月22日 - 「モンスターエンジン10周年記念単独ライブ」（YES THEATER/大阪）